# Mario Benzing
Mario Benzing (ur. 7 grudnia 1896 w Como, zm. 29 listopada 1958 w Mediolanie) – włoski pisarz i tłumacz, z pochodzenia Niemiec.
W okresie międzywojennym napisał po włosku kilka powieści i biografii postaci historycznych, takich jak Messalina, Kleopatra i szwedzka królowa Krystyna. Jako tłumacz literatury angielskiej, niemieckiej i francuskiej pracował dla wielu domów wydawniczych, często podpisując się jako Mario Benzi, ze względu na ówczesną ustawę, która narzucała włoskie nazwiska. Autorami, którym poświęcił szczególną uwagę byli: Jack London, Joseph Conrad, Rudyard Kipling, Arthur Schnitzler, Lewis Carroll, P.G. Wodehouse, Edgar Wallace, Hugh Walpole, Edgar Allan Poe, Herbert George Wells, Ernst Theodor Amadeus Hoffmann, Jakob Wassermann, Sigrid Undset, Helen Jackson. Przetłumaczył również niemiecką biografię Stanisława Augusta Poniatowskiego.